# Zodiac – Die Zeichen der Apokalypse
Zodiac – Die Zeichen der Apokalypse (Originaltitel Zodiac: Signs of the Apocalypse) ist ein kanadischer Katastrophenfernsehfilm aus dem Jahr 2014.

## Handlung
Der geschiedene Universitätsprofessor Neil Martin entschied sich vor 15 Jahren gegen eine Laufbahn als Feldforscher und dafür, seinen Sohn Collin großzuziehen. Eine Tages kontaktiert ihn Kathryn Keen, die ihn darüber informiert, dass in einer peruanischen Bleimine eine 2000 Jahre alte astrologische Schnitzerei gefunden wurde. Dieses Astrologie-Brett stellt das heutige Sonnensystem präzise dar. Er soll die Forschungsarbeiten daran des inzwischen verstorbenen Professors Robert Bowles übernehmen. Seit dem Fund geschehen überall auf der Welt Naturkatastrophen. So wird die Erde von Meteoritenhagel erfasst, die Küsten werden von gewaltigen Tsunamis und Wasserhosen zerstört, im Binnenland wüten Gewitterstürme und auf der ganzen Erde brechen Vulkane aus. Wie sich wenig später herausstellt, entspricht jede Katastrophe einem der Tierkreiszeichen. Auch Dr. Bowles wurde Opfer einer Naturkatastrophe.
Neil erhält dabei Hilfe von zwei Wissenschaftlern. Wenig später finden sie eine radioaktive Steintafel, die mit der Astrotafel verbunden ist. Allerdings gerät das Relikt schon bald in die Hände einer Regierungsbehörde. Diese mordet sogar, um das Geheimnis der Schnitzerei zu verwahren. Dennoch gelingt es dem Team um Neil, das Geheimnis zu lüften. Die Zeichen auf dem Brett kündigen den Planeten Nibiru an, der die Position des neunten Planeten im Sonnensystem einnehmen wird. Allerdings wird er gleichzeitig die Apokalypse ankündigen, sobald er die Sonne überquert. Um den Weltuntergang zu verhindern beschließen sie, das antike Objekt aus den Krallen der Geheimorganisation zu entwenden und an dessen rechtmäßigen Platz zurückzubringen.

## Hintergrund
Der in Kanada gedrehte Film feierte seine Fernsehpremiere in den USA am 16. August 2014. In Deutschland startete der Film am 8. Januar 2015 in den Videoverleih.

## Rezeption
„(Fernseh-)Mystery-Thriller mit dürftigem Weltuntergangsszenario, aufgepeppt mit einst prominenten Darstellern.“

Timo Wolters schreibt für Blu-ray Rezensionen, dass der Film von der Machart auch vom Filmstudio The Asylum stammen können. Genau wie in diesen, seien die Effekte „genauso billig“. Im Gegensatz zu dessen Filmen befindet Wolters, dass die „Schauspieler dafür ein kleinwenig leidenschaftlicher bei der Sache“ wären. Allerdings sind seiner Meinung nach die Figuren „allesamt scherenschnittartig, vom ambitionierten Wissenschaftler über raffgierige Militärs bis hin zum jungen Studenten, der das Gewissen des Zuschauers repräsentiert“. Als Fazit schreibt er, dass es sich um „wahrlich kein Sc-Fi-Highlight“ handelt und der Film bietet „allenfalls gute TV-Unterhaltung“. Als positiv führt er an, dass das „Wiedersehen mit Christopher Lloyd sowie die gut aufgelegten Darsteller und der für eine günstige Produktion erstaunlich effektvolle Sound machen dafür einiges (vor allem die größtenteils schwachen Trickeffekte) wieder wett“ machen. Er gibt dem Film eine Wertung von 45 %.
Im Audience Score, der Zuschauerwertung auf Rotten Tomatoes kommt der Film bei mehr als 50 Bewertungen auf eine Wertung von 15 %. In der Internet Movie Database hat der Film bei über 1.700 Stimmenabgaben eine Wertung von 3,2 von 10,0 möglichen Sternen.